# Bretigny
Bretigny település Franciaországban, Côte-d’Or megyében. Lakosainak száma 903 fő (2022. január 1.). Bretigny Clénay, Ruffey-lès-Echirey, Saint-Julien, Varois-et-Chaignot, Bellefond és Norges-la-Ville községekkel határos.

## Népesség
A település népességének változása:
| Lakosok száma | 359  | 518  | 544  | 845  | 906  | 905  | 904  | 904  | 905  | 903  |
|               | 1968 | 1982 | 1990 | 2006 | 2013 | 2015 | 2017 | 2019 | 2020 | 2022 |